# Новомукатовка
Новомукатовка (баш. Яңы Моҡатай) — деревня в Стерлитамакском районе Республики Башкортостан Российской Федерации. Входит в состав Рязановского сельсовета.

## География

### Географическое положение
Расстояние до:
- районного центра (Стерлитамак): 20 км,
- центра сельсовета (Рязановка): 7 км,
- ближайшей ж/д станции (Стерлитамак): 20 км.

## Население
| 2002 | 2009 | 2010 |
| ---- | ---- | ---- |
| 12   | ↗13  | ↘6   |

Национальный состав
Согласно переписи 2002 года, преобладающая национальность — эрзяне (мордва) (83 %).